# Audi Q7 4M
Der Audi Q7 (interne Typbezeichnung 4M) ist die zweite Baureihe des Sport Utility Vehicles (SUV) Audi Q7 und seit Mitte 2015 erhältlich.

## Modellgeschichte
Das Fahrzeug wurde Mitte Januar 2015 auf der North American International Auto Show (NAIAS) in Detroit vorgestellt, die Markteinführung erfolgte am 12. Juni 2015.
Schon im Dezember 2014 wurde die Präsentation des Audi Q7 e-tron Plug-in-Hybrid für den Genfer Auto-Salon im März 2015 angekündigt.
Mit dem Audi SQ7 wurde im März 2016 auf dem Genfer Auto-Salon eine weitere Modellvariante auf Basis des Q7 4M vorgestellt.
Im Sommer 2019 wurde sowohl beim Q7 als auch beim SQ7 ein Facelift durchgeführt. Die IAA im September 2019 war die erste große Kraftfahrzeugmesse, auf der Fahrzeuge damit zu sehen waren.
Ende Januar 2024 wurde das zweite Facelift der Baureihe offiziell vorgestellt. Es trägt wie der Q8 des neuesten Facelifts „SUV“ im Namen.

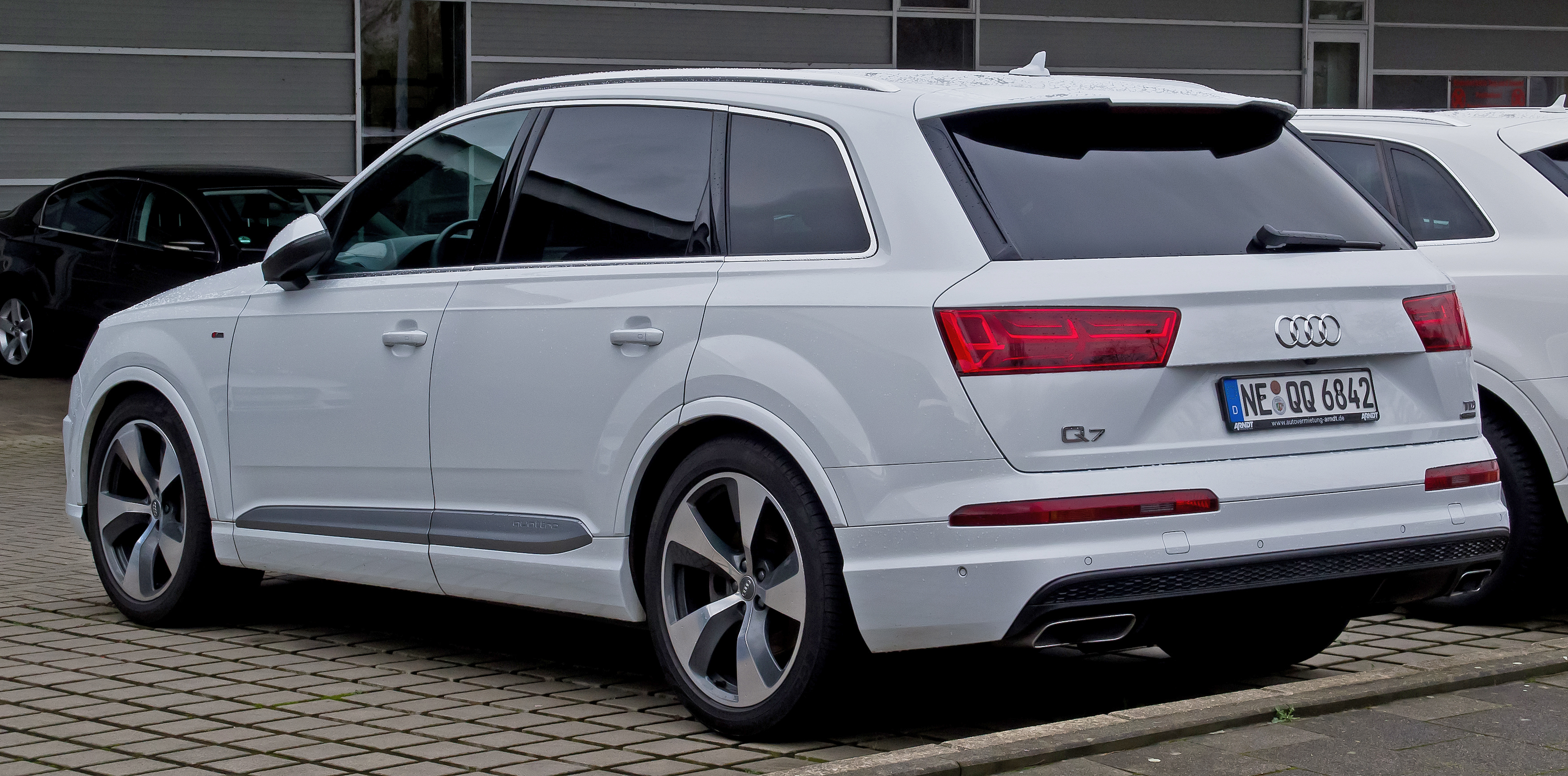
Heckansicht
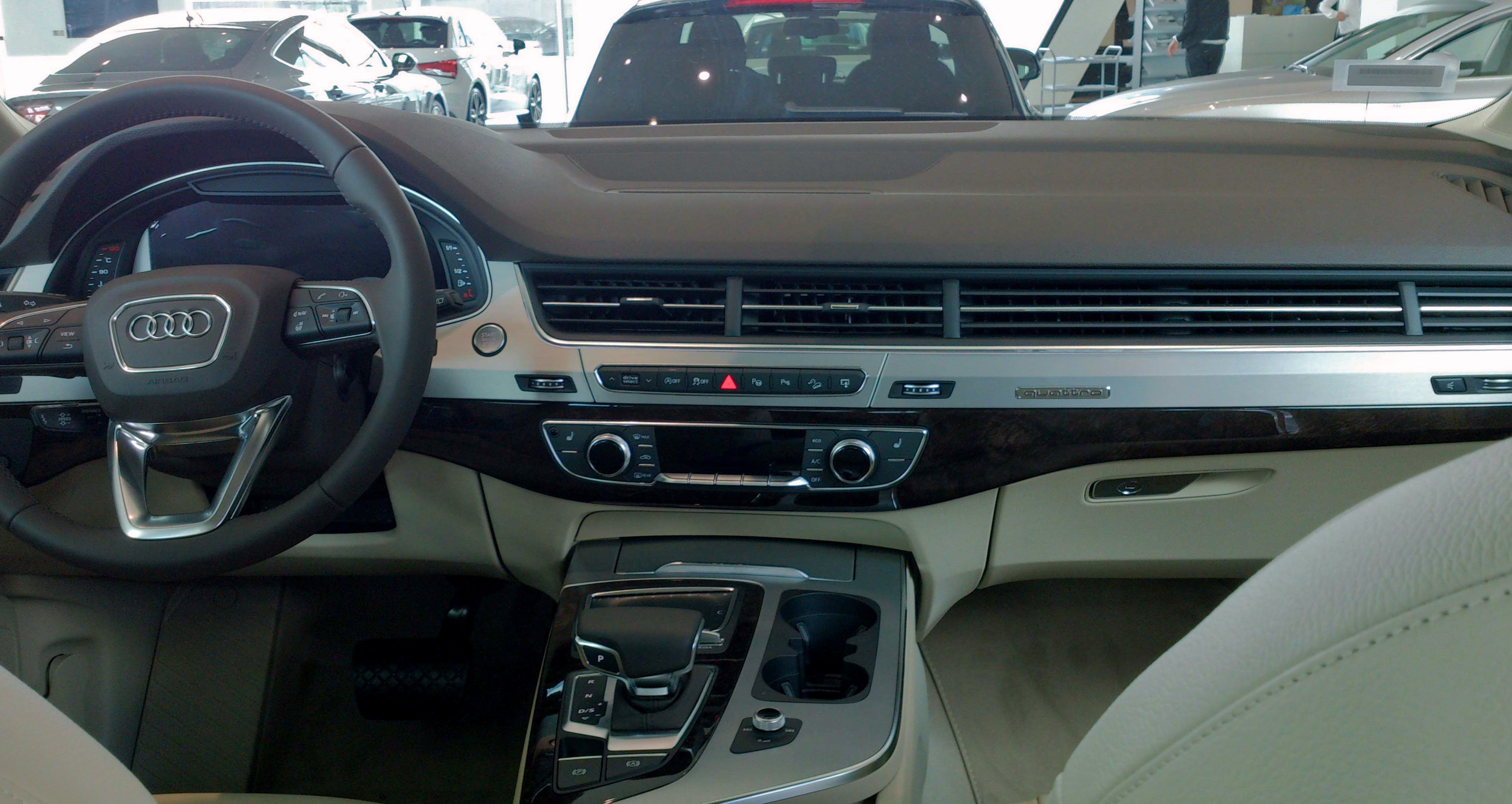
Innenraum
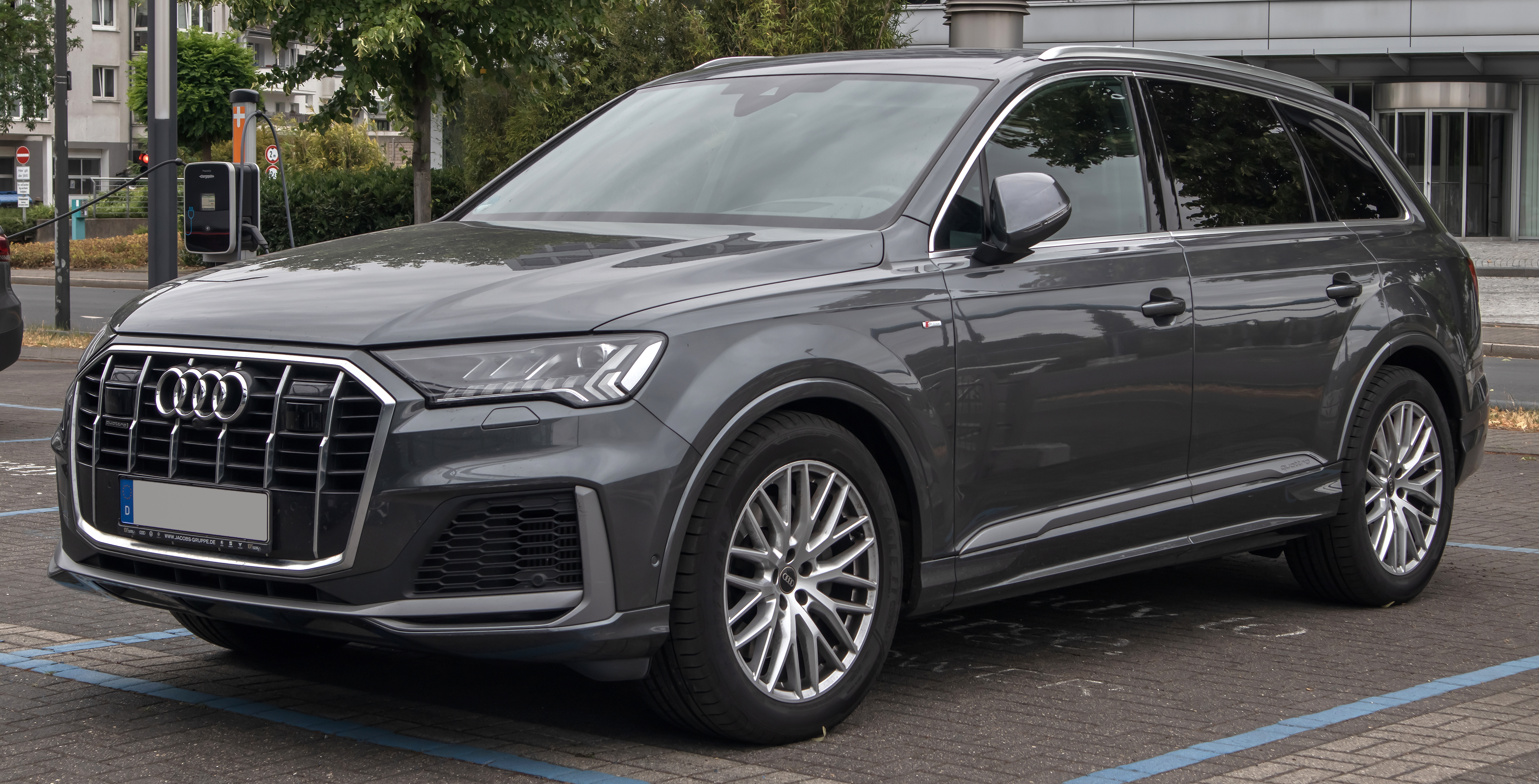
Audi Q7 (2019–2024)
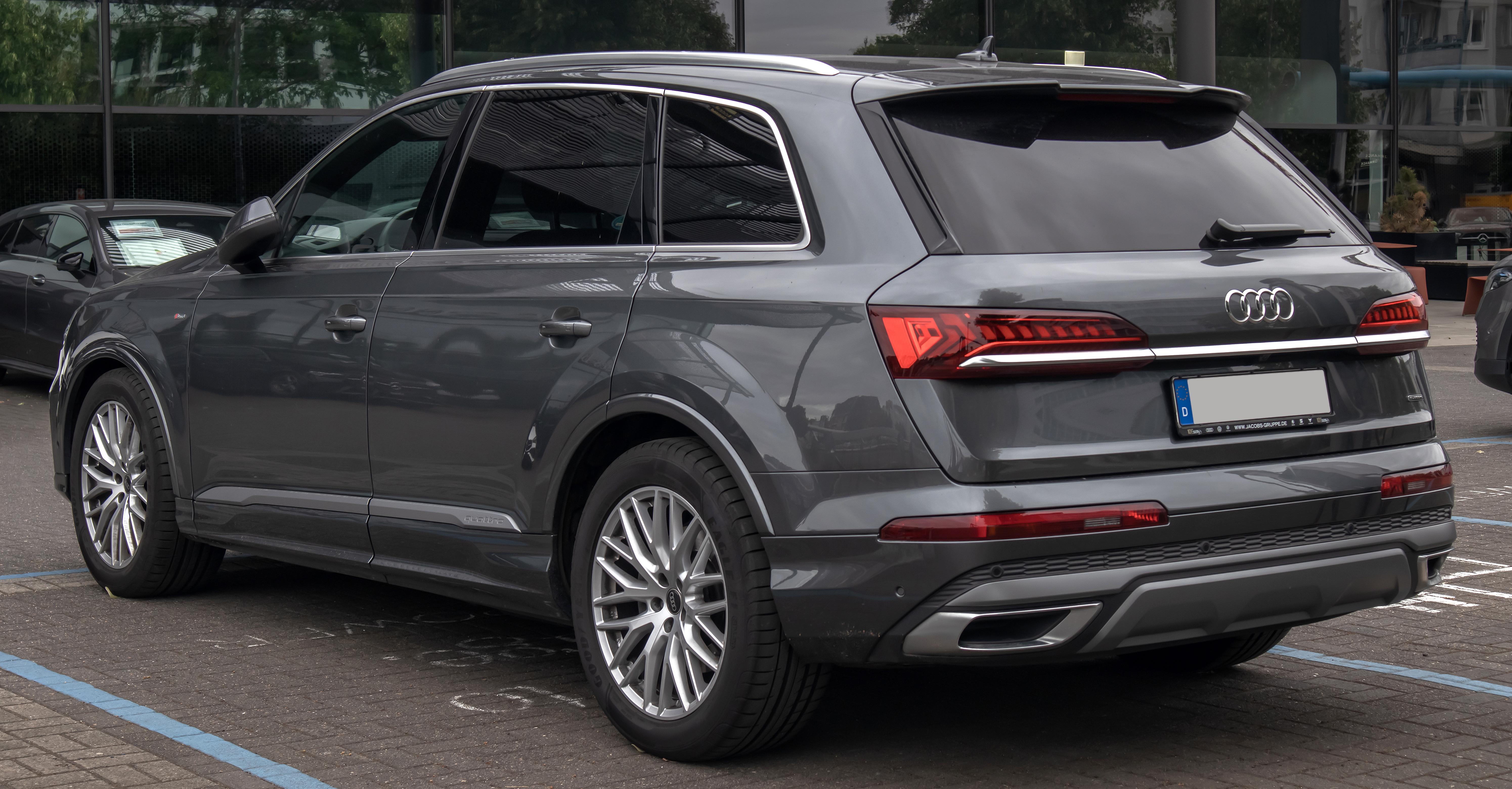
Heckansicht
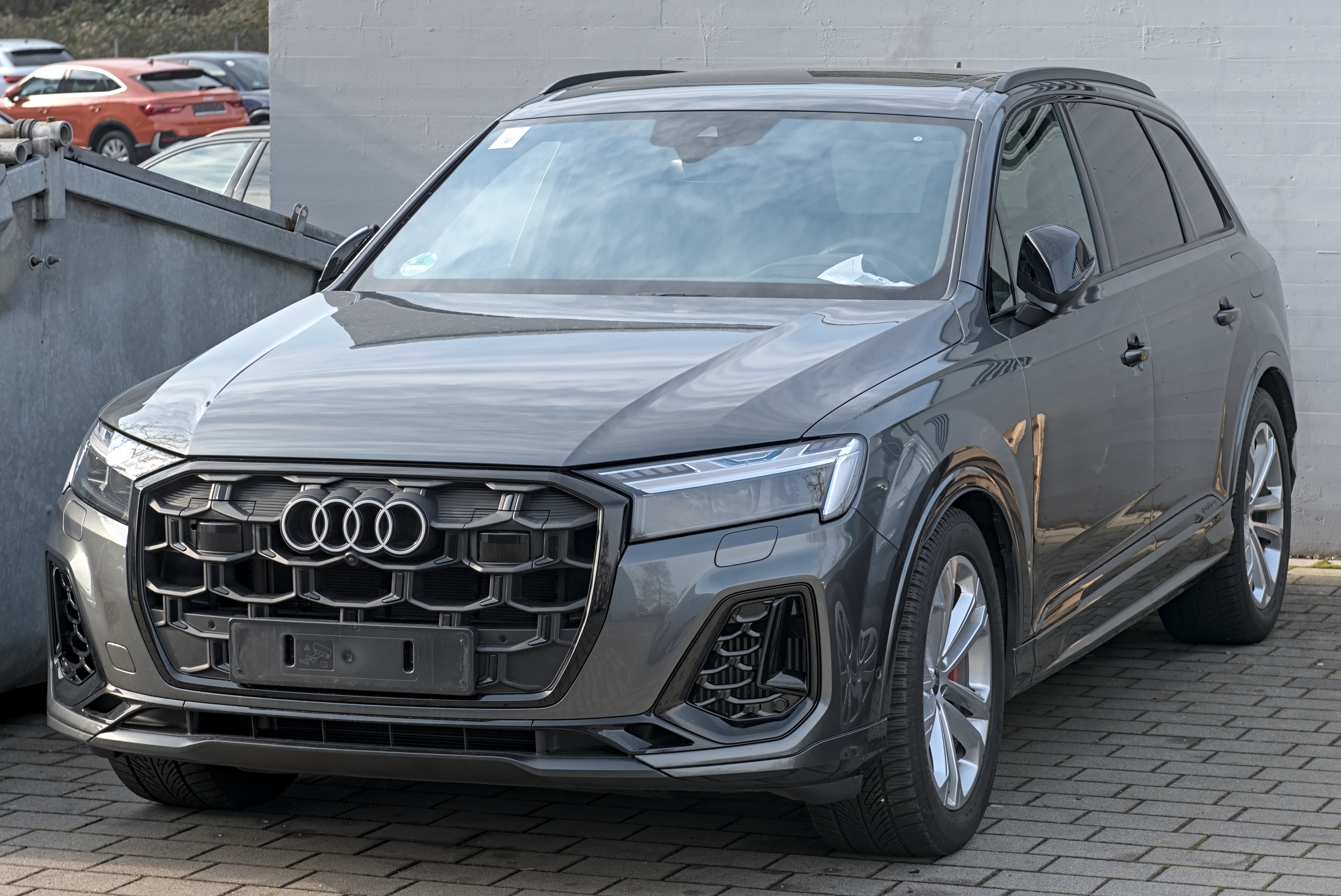
Audi Q7 (seit 2024)
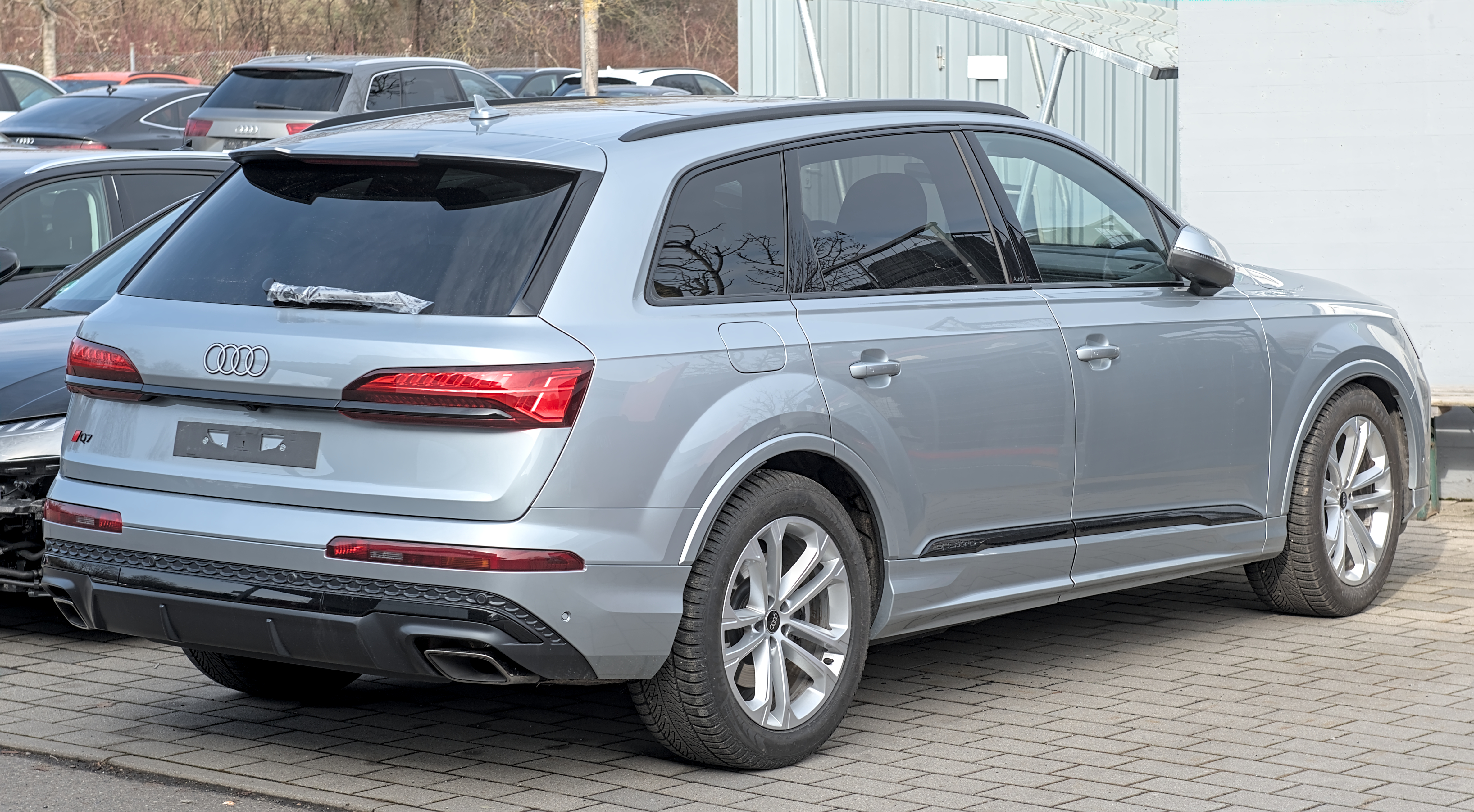
Heckansicht
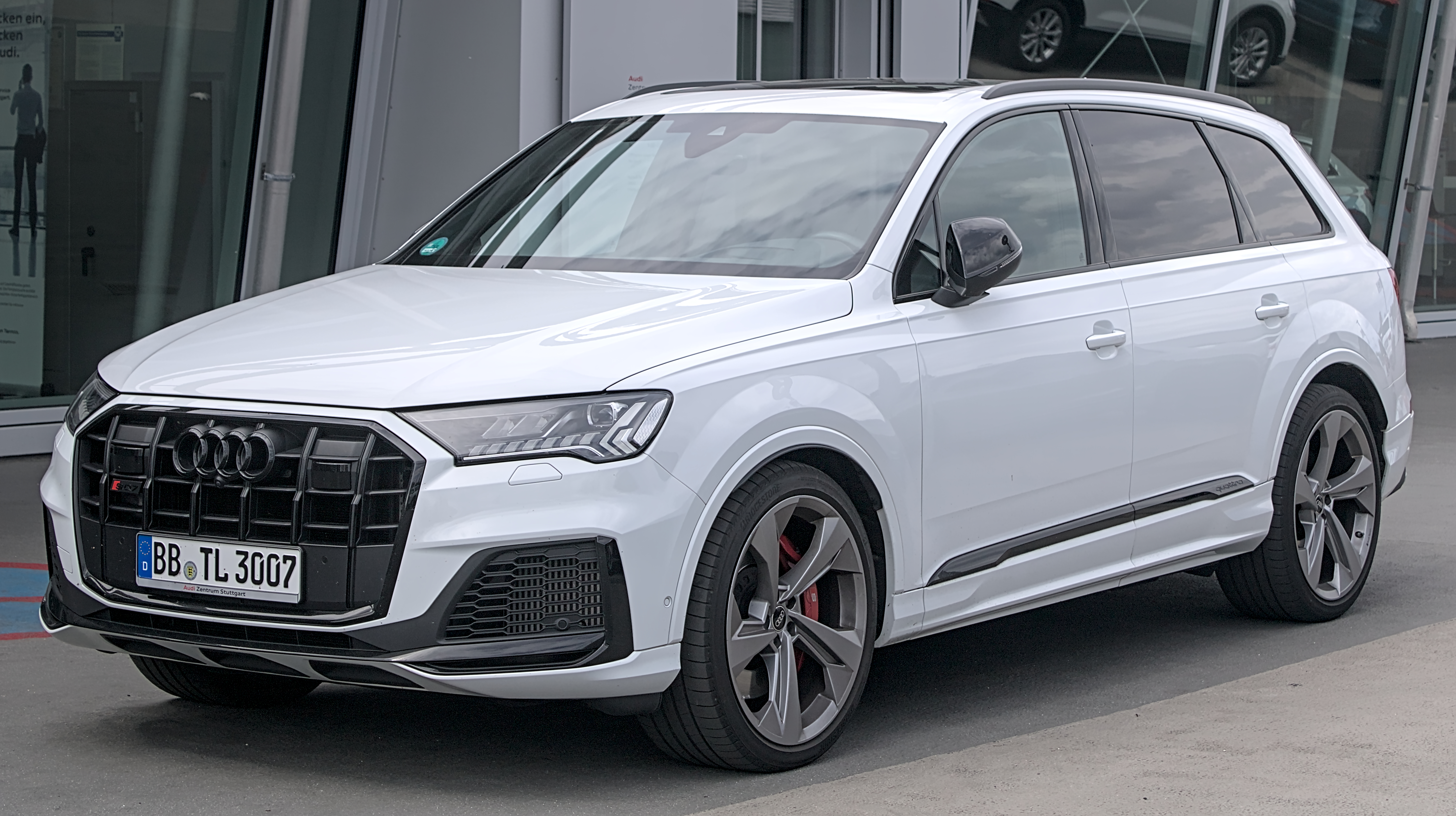
Audi SQ7

## Technik
Der zweite Audi Q7 ist geringfügig kleiner und laut Presseinformation um bis zu 325 Kilogramm leichter als sein Vorgänger (modularer Längsbaukasten), real liegt die Gewichtsverringerung bei 200 bis 250 kg. Türen, Kotflügel, Motorhaube und Heckklappe sind aus Aluminium gefertigt.
Die Karosserie hat in der Modellvariante Q7 e-tron einen Luftwiderstandsbeiwert (cW) von 0,34 und eine Stirnfläche von 2,86 m² (exemplarischer Vergleich VW Golf VII: 2,19 m²).
Für alle Varianten ist erstmals bei Audi auf Wunsch eine Allradlenkung erhältlich, die den Wendekreis verkleinert und die Stabilität bei hohen Geschwindigkeiten laut Audi verbessert. Die Agilität des Fahrzeuges und das Fahrgefühl konnten dadurch laut „Deutscher Welle“ deutlich verbessert werden.
Der SQ7 hat ergänzend zu den Abgasturboladern einen Verdichter, der von einem Elektromotor angetrieben wird und ein 48-V-Bordnetz erfordert.

## Hybridantriebsvarianten

### Hybridantrieb aus Diesel- und Elektromotor
Der Audi Q7 e-tron ist ein SUV mit Plug-in-Hybridantrieb. Er hat einen kombinierten Antrieb aus einem 3,0-l-V6-Dieselmotor, der maximal 190 kW (258 PS) bei 3250–4500 min−1 leistet und über eine Kupplung mit einem Elektromotor verbunden ist, der 94 kW (128 PS) bei 2600 min−1 leistet. Der Elektromotor ist in das Gehäuse des neu konzipierten Achtstufen-Automatikgetriebes (Tiptronic) integriert. Beide Antriebe ergänzen sich, die Systemleistung des Q7 beträgt 275 kW (374 PS). Der Elektromotor hat ein maximales Drehmoment von 350 Nm vom Start weg bis ca. 2550 min−1, der V6-Dieselmotor erreicht im Bereich von 1250 bis 3000 min−1 sein höchstes Drehmoment von 600 Nm. Das Systemdrehmoment beträgt 700 Nm. Der Fahrer kann zwischen drei Modi wählen. Der Modus „EV“ favorisiert das elektrische Fahren, im Modus „hybrid“ entscheidet das Hybridmanagement weitgehend frei über die Art des Antriebs und im Modus „battery hold“ spart es die vorhandene elektrische Energie auf.
Der 17,3 kWh große Lithium-Ionen-Akkumulator sitzt geschützt unter dem Kofferraumboden; der Kofferraum des Audi Q7 e-tron ist deshalb kleiner, statt der 890 Liter der konventionell angetriebenen Modelle ist er nur 650 Liter groß. Die Batterie kann an entsprechend leistungsfähigen Industriesteckdosen mit 7,2 kW Ladeleistung innerhalb von rund zweieinhalb Stunden voll aufgeladen werden. Rein elektrisch ist eine Reichweite von bis zu 56 Kilometer möglich. Der kombinierte Kraftstoffverbrauch liegt bei 1,8–1,9 l/100 km (Stromverbrauch 18,1–19,0 kWh/100 km), die maximale Reichweite beträgt bis zu 940 km.
Das Fahrzeug ist seit Mitte 2018 nicht mehr bestellbar.

### Hybridantrieb aus Otto- und Elektromotor
In Asien wurde die Hybridvariante, anfangs als Q7 2.0 TFSI e-tron, mit Otto- statt Dieselmotor angeboten. Der seit 2018 in China angebotene Plug-In-Hybrid Q7 55 e-tron hat einen 2,0-l-R4-Ottomotor mit einer maximalen Leistung von 185 kW. Die Leistung des Elektromotors, die Kapazität des Lithium-Ionen-Akkumulators und die elektrische Reichweite entsprechen denen der Variante mit Dieselmotor.
Ende 2019 wurden im Facelift mit dem Q7 55 TFSI e quattro und Q7 60 TFSI e quattro neue Plug-In-Hybrid-Varianten für den europäischen Markt vorgestellt. Sie haben gleiche 3,0-l-V6-Ottomotoren, eine 19,2/17,3 kWh (brutto/netto) große Batteriekapazität, realisieren damit etwa 43 km elektrische Reichweite nach WLTP und unterscheiden sich in der Boost-Leistung des im Getriebe verbauten Elektromotors.

## Technische Daten

### Ottomotoren
|                                            | 2.0 TFSI (1)              | 3.0 TFSI (2)              | 55 TFSI                   | 55 TFSI                   | 55 TFSI                   | SQ7 TFSI                 | SQ7 TFSI                 |
| ------------------------------------------ | ------------------------- | ------------------------- | ------------------------- | ------------------------- | ------------------------- | ------------------------ | ------------------------ |
| Bestellzeitraum                            | seit 2015                 | seit 03/2015              | 09/2019–09/2020           | 09/2020–12/2022           | seit 04/2024              | 07/2020–12/2022          | seit 04/2024             |
| Motorkennbuchstaben                        | CYMC, CYRB                | CREC                      |                           |                           |                           | DCU                      |                          |
| Motorbaureihe                              | VW EA888                  | VW EA837                  | VW EA839                  | VW EA839                  | VW EA839                  | VW EA825                 | VW EA825                 |
| Motorart                                   | Ottomotor                 | Ottomotor                 | Ottomotor                 | Ottomotor                 | Ottomotor                 | Ottomotor                | Ottomotor                |
| Motortyp                                   | Reihenbauart              | V-Bauart                  | V-Bauart                  | V-Bauart                  | V-Bauart                  | V-Bauart                 | V-Bauart                 |
| Motoraufladung                             | Turbolader                | Kompressor                | Turbolader                | Turbolader                | Turbolader                | Biturbo                  | Biturbo                  |
| Gemischaufbereitung                        | Benzindirekteinspritzung  | Benzindirekteinspritzung  | Benzindirekteinspritzung  | Benzindirekteinspritzung  | Benzindirekteinspritzung  | Benzindirekteinspritzung | Benzindirekteinspritzung |
| Zylinder/Ventile                           | 4/16                      | 6/24                      | 6/24                      | 6/24                      | 6/24                      | 8/32                     | 8/32                     |
| Hubraum                                    | 1984 cm³                  | 2995 cm³                  | 2995 cm³                  | 2995 cm³                  | 2995 cm³                  | 3996 cm³                 | 3996 cm³                 |
| max. Leistung bei min−1                    | 185 kW (252 PS)/5000–6000 | 245 kW (333 PS)/5500–6500 | 250 kW (340 PS)/5000–6400 | 250 kW (340 PS)/5200–6400 | 250 kW (340 PS)/5200–6400 | 373 kW (507 PS)/5500     | 373 kW (507 PS)/5500     |
| max. Drehmoment bei min−1                  | 370 Nm/1600–4500          | 440 Nm/2900–5300          | 500 Nm/1370–4500          | 500 Nm/1370–4500          | 500 Nm/1370–4500          | 770 Nm/2000–4000         | 770 Nm/2000–4000         |
| Antriebsart, Serie                         | Allradantrieb             | Allradantrieb             | Allradantrieb             | Allradantrieb             | Allradantrieb             | Allradantrieb            | Allradantrieb            |
| Getriebeart, Serie                         | Achtstufen-Tiptronic      | Achtstufen-Tiptronic      | Achtstufen-Tiptronic      | Achtstufen-Tiptronic      | Achtstufen-Tiptronic      | Achtstufen-Tiptronic     | Achtstufen-Tiptronic     |
| Lenkung, Serie                             | Vorderradlenkung          | Vorderradlenkung          | Vorderradlenkung          | Vorderradlenkung          | Vorderradlenkung          | Allradlenkung            | Allradlenkung            |
| Lenkung, Option                            | Allradlenkung             | Allradlenkung             | Allradlenkung             | Allradlenkung             | Allradlenkung             | –                        | –                        |
| Leergewicht                                | 1985 kg                   | 2045–2105 kg              | 2130–2215 kg (3)          | 2130–2215 kg (3)          | 2130–2190 kg (3)          | 2275–2340 kg             | 2275–2340 kg             |
| max. Zuladung                              | 770 kg                    | 770–880 kg                | 670–735 kg                | 670–735 kg                | 700–795 kg                | 750 kg                   | 675–755 kg               |
| max. Anhängelast                           | 2000 kg                   | 2700–3500 kg              | 3500 kg                   | 3500 kg                   | 3500 kg                   | 3500 kg                  | 3500 kg                  |
| Beschleunigung, 0–100 km/h                 | 6,9 s                     | 6,1–6,3 s                 | 5,9 s                     | 5,9 s                     | 5,6 s                     | 4,1 s                    | 4,1 s                    |
| Höchstgeschwindigkeit                      | 233 km/h                  | 250 km/h (4)              | 250 km/h (4)              | 250 km/h (4)              | 250 km/h (4)              | 250 km/h (4)             | 250 km/h (4)             |
| Kraftstoffverbrauch auf 100 km, kombiniert | 7,3 l Super               | 7,7–8,3 l Super           | 8,8–9,1 l Super           | 8,6–9,0 l Super           | 10,1–11,0 l Super         | 12,0–12,1 l Super        | 11,9–12,7 l Super        |
| CO2-Emission                               | k. A.                     | 179–193 g/km              | 201–208 g/km              | 195–205 g/km              | 228–250 g/km              | 276–278 g/km             | 271–289 g/km             |
| Abgasnorm                                  | k. A.                     | Euro 6                    | Euro 6d-TEMP-EVAP-ISC     | Euro 6d-ISC-FCM           | Euro 6e                   | Euro 6d-ISC-FCM          | Euro 6e                  |

### Hybrid
|                                                 | 2.0 TFSI e-tron (1)                              | 55 e-tron (2)                                    | 3.0 TDI e-tron                               |
| ----------------------------------------------- | ------------------------------------------------ | ------------------------------------------------ | -------------------------------------------- |
| Bauzeit                                         | 2016–2018                                        | bis 2018                                         | 03/2016– 05/2018                             |
| Motorkennbuchstabe                              | CVJA                                             |                                                  | CVZA                                         |
| Motorbaureihe                                   |                                                  |                                                  | VW EA897evo                                  |
| Motorart                                        | Ottomotor + Elektromotor                         | Ottomotor + Elektromotor                         | Dieselmotor + Elektromotor                   |
| Motortyp                                        | Reihenbauart + permanenterregte Synchronmaschine | Reihenbauart + permanenterregte Synchronmaschine | V-Bauart + permanenterregte Synchronmaschine |
| Motoraufladung                                  | Turbolader                                       | Turbolader                                       | Turbolader                                   |
| Gemischaufbereitung                             | Benzindirekteinspritzung                         | Benzindirekteinspritzung                         | Common-Rail-Einspritzung                     |
| Hubraum                                         | 1984 cm³                                         | 1984 cm³                                         | 2967 cm³                                     |
| max. Leistung bei min−1, Verbrennungsmotor      | 185 kW (252 PS)/5000–6000                        | 185 kW (252 PS)/5000–6000                        | 190 kW (258 PS)/3250–4500                    |
| max. Leistung, Elektromotor (Peak)              | 94 kW (128 PS)                                   | 94 kW (128 PS)                                   | 94 kW (128 PS)                               |
| Dauerleistung Elektromotor                      |                                                  |                                                  |                                              |
| max. Systemleistung                             | 270 kW (367 PS)                                  | 270 kW (367 PS)                                  | 275 kW (373 PS)                              |
| max. Drehmoment bei min−1, Verbrennungsmotor    | 370 Nm/1600–4500                                 | 370 Nm/1600–4500                                 | 600 Nm/1250–3000                             |
| max. Drehmoment, Elektromotor                   | 350 Nm                                           | 350 Nm                                           | 350 Nm                                       |
| max. Systemdrehmoment                           | 700 Nm                                           | 700 Nm                                           | 700 Nm                                       |
| Getriebe, serienmäßig                           | 8-Stufen-tiptronic                               | 8-Stufen-tiptronic                               | 8-Stufen-tiptronic                           |
| Antrieb, serienmäßig                            | Allradantrieb                                    | Allradantrieb                                    | Allradantrieb                                |
| Leergewicht                                     |                                                  | 2515 kg                                          | 2520 kg                                      |
| Beschleunigung, 0 bis 100 km/h                  | 5,9 s                                            | 5,9 s                                            | 6,2 s                                        |
| elektr. Beschleunigung, 0–60 km/h               |                                                  |                                                  |                                              |
| Höchstgeschwindigkeit                           | 220 km/h                                         | 228 km/h                                         | 230 km/h                                     |
| elektr. Höchstgeschwindigkeit                   | k. A.                                            | 125 km/h                                         | 135 km/h                                     |
| Kraftstoffverbrauch WLTP auf 100 km, kombiniert | 2,5 l Super                                      | 2,4 l Super                                      | 1,8–1,9 l Diesel                             |
| elektrische Reichweite WLTP, kombiniert         | 53 km (NEFZ)                                     | 56 km (NEFZ)                                     | 54–56 km (NEFZ)                              |
| CO2-Emission, WLTP                              | < 60 g/km (NEFZ)                                 | k. A.                                            | 48–50 g/km (NEFZ)                            |
| Abgasnachbehandlung, PM                         | –                                                | –                                                | Dieselpartikelfilter                         |
| Abgasnachbehandlung, NOX                        | –                                                | –                                                | SCR-Katalysator                              |
| Abgasnorm nach EU-Klassifikation                | k. A.                                            | k. A.                                            | Euro 6                                       |

#### Modellpflege 1
|                                                 | 55 TFSI e                                    | 55 TFSI e                                    | 60 TFSI e                                    | 60 TFSI e                                    |
| ----------------------------------------------- | -------------------------------------------- | -------------------------------------------- | -------------------------------------------- | -------------------------------------------- |
| Bauzeit                                         | 12/2019– 09/2020                             | 09/2020– 07/2021                             | 12/2019– 09/2020                             | 09/2020– 07/2021                             |
| Motorkennbuchstabe                              |                                              |                                              |                                              |                                              |
| Motorbaureihe                                   | VW EA839                                     | VW EA839                                     | VW EA839                                     | VW EA839                                     |
| Motorart                                        | Ottomotor + Elektromotor                     | Ottomotor + Elektromotor                     | Ottomotor + Elektromotor                     | Ottomotor + Elektromotor                     |
| Motortyp                                        | V-Bauart + permanenterregte Synchronmaschine | V-Bauart + permanenterregte Synchronmaschine | V-Bauart + permanenterregte Synchronmaschine | V-Bauart + permanenterregte Synchronmaschine |
| Motoraufladung                                  | Turbolader                                   | Turbolader                                   | Turbolader                                   | Turbolader                                   |
| Gemischaufbereitung                             | Benzindirekteinspritzung                     | Benzindirekteinspritzung                     | Benzindirekteinspritzung                     | Benzindirekteinspritzung                     |
| Hubraum                                         | 2995 cm³                                     | 2995 cm³                                     | 2995 cm³                                     | 2995 cm³                                     |
| max. Leistung bei min−1, Verbrennungsmotor      | 250 kW (340 PS)/5300–6400                    | 250 kW (340 PS)/5300–6400                    | 250 kW (340 PS)/5300–6400                    | 250 kW (340 PS)/5300–6400                    |
| max. Leistung, Elektromotor (Peak)              | 94 kW (128 PS)                               | 94 kW (128 PS)                               | 94 kW (128 PS)                               | 100 kW (136 PS)                              |
| Dauerleistung Elektromotor                      | 60 kW (82 PS)                                | 60 kW (82 PS)                                | 60 kW (82 PS)                                | 60 kW (82 PS)                                |
| max. Systemleistung                             | 280 kW (381 PS)                              | 280 kW (381 PS)                              | 335 kW (456 PS)                              | 335 kW (456 PS)                              |
| max. Drehmoment bei min−1, Verbrennungsmotor    | 450 Nm/1340–5300                             | 450 Nm/1340–5300                             | 450 Nm/1340–5300                             | 450 Nm/1340–5300                             |
| max. Drehmoment, Elektromotor                   | 350 Nm                                       | 350 Nm                                       | 350 Nm                                       | 400 Nm                                       |
| max. Systemdrehmoment                           | 600 Nm                                       | 600 Nm                                       | 700 Nm                                       | 700 Nm                                       |
| Getriebe, serienmäßig                           | 8-Stufen-tiptronic                           | 8-Stufen-tiptronic                           | 8-Stufen-tiptronic                           | 8-Stufen-tiptronic                           |
| Antrieb, serienmäßig                            | Allradantrieb                                | Allradantrieb                                | Allradantrieb                                | Allradantrieb                                |
| Leergewicht                                     | 2525–2535 kg                                 | 2450 kg                                      | 2535 kg                                      | 2460 kg                                      |
| Beschleunigung, 0 bis 100 km/h                  | 5,9 s                                        | 5,9 s                                        | 5,7 s                                        | 5,4 s                                        |
| elektr. Beschleunigung, 0–60 km/h               | 8,1 s                                        | 8,1 s                                        | 8,1 s                                        | 8,1 s                                        |
| Höchstgeschwindigkeit                           | 240 km/h                                     | 240 km/h                                     | 240 km/h                                     | 240 km/h                                     |
| elektr. Höchstgeschwindigkeit                   | 135 km/h                                     | 135 km/h                                     | 135 km/h                                     | 135 km/h                                     |
| Kraftstoffverbrauch WLTP auf 100 km, kombiniert | 3,1–3,9 l Super                              | 2,5–3,0 l Super                              | 3,2–3,9 l Super                              | 2,5–3,0 l Super                              |
| elektrische Reichweite WLTP, kombiniert         | 39–43 km                                     | 44–48 km                                     | 39–42 km                                     | 44–48 km                                     |
| CO2-Emission, WLTP                              | 71–88 g/km                                   | 56–68 g/km                                   | 73–87 g/km                                   | 56–68 g/km                                   |
| Abgasnachbehandlung, PM                         | Ottopartikelfilter                           | Ottopartikelfilter                           | Ottopartikelfilter                           | Ottopartikelfilter                           |
| Abgasnorm nach EU-Klassifikation                | Euro 6d-TEMP-EVAP-ISC                        | Euro 6d-ISC-FCM                              | Euro 6d-TEMP-EVAP-ISC                        | Euro 6d-ISC-FCM                              |

#### Modellpflege 2
|                                                 | 55 TFSI e                                    | 60 TFSI e                                    |
| ----------------------------------------------- | -------------------------------------------- | -------------------------------------------- |
| Bauzeit                                         | seit 04/2024                                 | seit 04/2024                                 |
| Motorkennbuchstabe                              |                                              |                                              |
| Motorbaureihe                                   | VW EA839                                     | VW EA839                                     |
| Motorart                                        | Ottomotor + Elektromotor                     | Ottomotor + Elektromotor                     |
| Motortyp                                        | V-Bauart + permanenterregte Synchronmaschine | V-Bauart + permanenterregte Synchronmaschine |
| Motoraufladung                                  | Turbolader                                   | Turbolader                                   |
| Gemischaufbereitung                             | Benzindirekteinspritzung                     | Benzindirekteinspritzung                     |
| Hubraum                                         | 2995 cm³                                     | 2995 cm³                                     |
| max. Leistung bei min−1, Verbrennungsmotor      | 250 kW (340 PS)/5200–6400                    | 250 kW (340 PS)/5200–6400                    |
| max. Leistung, Elektromotor (Peak)              |                                              |                                              |
| Dauerleistung Elektromotor                      |                                              |                                              |
| max. Systemleistung                             | 290 kW (394 PS)                              | 360 kW (490 PS)                              |
| max. Drehmoment bei min−1, Verbrennungsmotor    | 500 Nm/1370–4500                             | 500 Nm/1370–4500                             |
| max. Drehmoment, Elektromotor                   |                                              |                                              |
| max. Systemdrehmoment                           |                                              |                                              |
| Getriebe, serienmäßig                           | 8-Stufen-tiptronic                           | 8-Stufen-tiptronic                           |
| Antrieb, serienmäßig                            | Allradantrieb                                | Allradantrieb                                |
| Leergewicht                                     | 2460 kg                                      | 2460 kg                                      |
| Beschleunigung, 0 bis 100 km/h                  | 5,7 s                                        | 5,0 s                                        |
| elektr. Beschleunigung, 0–60 km/h               |                                              |                                              |
| Höchstgeschwindigkeit                           | 240 km/h                                     | 240 km/h                                     |
| elektr. Höchstgeschwindigkeit                   |                                              |                                              |
| Kraftstoffverbrauch WLTP auf 100 km, kombiniert | 1,2–1,4 l Super                              | 1,3–1,4 l Super                              |
| elektrische Reichweite WLTP, kombiniert         | 80–84 km                                     | 80–84 km                                     |
| CO2-Emission, WLTP                              | 28–33 g/km                                   | 29–33 g/km                                   |
| Abgasnachbehandlung, PM                         | Ottopartikelfilter                           | Ottopartikelfilter                           |
| Abgasnorm nach EU-Klassifikation                | Euro 6e                                      | Euro 6e                                      |

### Dieselmotoren
|                                            | 3.0 TDI ultra             | 45 TDI                    | 45 TDI                    | 45 TDI                    | 3.0 TDI                   | 50 TDI                    | 50 TDI                    | 50 TDI                    | SQ7 TDI                                        | SQ7 TDI                                        |
| ------------------------------------------ | ------------------------- | ------------------------- | ------------------------- | ------------------------- | ------------------------- | ------------------------- | ------------------------- | ------------------------- | ---------------------------------------------- | ---------------------------------------------- |
| Bestellzeitraum                            | 07/2015–07/2018           | 08/2018–09/2020           | 09/2020–04/2024           | seit 04/2024              | 03/2015–07/2018           | 08/2018–09/2020           | 09/2020–04/2024           | seit 04/2024              | 05/2016–06/2018                                | 09/2019–09/2020                                |
| Motorkennbuchstabe                         | CZZA, CZZB                | DHXC                      | DHXC                      |                           | CRTC                      | DHXA                      | DHXA                      |                           | CZAC                                           | CZAC                                           |
| Motorbaureihe                              | VW EA897evo               | VW EA897evo2              | VW EA897evo2              | VW EA897evo2              | VW EA897evo               | VW EA897evo2              | VW EA897evo2              | VW EA897evo2              | VW EA898                                       | VW EA898                                       |
| Motorart                                   | Dieselmotor               | Dieselmotor               | Dieselmotor               | Dieselmotor               | Dieselmotor               | Dieselmotor               | Dieselmotor               | Dieselmotor               | Dieselmotor                                    | Dieselmotor                                    |
| Motortyp                                   | V-Bauart                  | V-Bauart                  | V-Bauart                  | V-Bauart                  | V-Bauart                  | V-Bauart                  | V-Bauart                  | V-Bauart                  | V-Bauart                                       | V-Bauart                                       |
| Motoraufladung                             | Turbolader                | Turbolader                | Turbolader                | Turbolader                | Turbolader                | Turbolader                | Turbolader                | Turbolader                | Register-Biturbolader, elektrischer Verdichter | Register-Biturbolader, elektrischer Verdichter |
| Gemischaufbereitung                        | Common-Rail-Einspritzung  | Common-Rail-Einspritzung  | Common-Rail-Einspritzung  | Common-Rail-Einspritzung  | Common-Rail-Einspritzung  | Common-Rail-Einspritzung  | Common-Rail-Einspritzung  | Common-Rail-Einspritzung  | Common-Rail-Einspritzung                       | Common-Rail-Einspritzung                       |
| Zylinder/Ventile                           | 6/24                      | 6/24                      | 6/24                      | 6/24                      | 6/24                      | 6/24                      | 6/24                      | 6/24                      | 8/32                                           | 8/32                                           |
| Hubraum                                    | 2967 cm³                  | 2967 cm³                  | 2967 cm³                  | 2967 cm³                  | 2967 cm³                  | 2967 cm³                  | 2967 cm³                  | 2967 cm³                  | 3956 cm³                                       | 3956 cm³                                       |
| max. Leistung bei min−1                    | 160 kW (218 PS)/3250–4750 | 170 kW (231 PS)/3250–4750 | 170 kW (231 PS)/3500–5000 | 170 kW (231 PS)/3500–5000 | 200 kW (272 PS)/3250–4250 | 210 kW (286 PS)/3500–4000 | 210 kW (286 PS)/3500–4000 | 210 kW (286 PS)/3500–4000 | 320 kW (435 PS)/3750–5000                      | 320 kW (435 PS)/3750–4750                      |
| max. Drehmoment bei min−1                  | 500 Nm/1250–3000          | 500 Nm/1750–3250          | 500 Nm/1500–3000          | 500 Nm/1500–3000          | 600 Nm/1500–3000          | 600 Nm/2250–3250          | 600 Nm/1750–3250          | 600 Nm/1750–3250          | 900 Nm/1000–3250                               | 900 Nm/1250–3250                               |
| Antriebsart, Serie                         | Allradantrieb             | Allradantrieb             | Allradantrieb             | Allradantrieb             | Allradantrieb             | Allradantrieb             | Allradantrieb             | Allradantrieb             | Allradantrieb                                  | Allradantrieb                                  |
| Getriebeart, Serie                         | Achtstufen-Tiptronic      | Achtstufen-Tiptronic      | Achtstufen-Tiptronic      | Achtstufen-Tiptronic      | Achtstufen-Tiptronic      | Achtstufen-Tiptronic      | Achtstufen-Tiptronic      | Achtstufen-Tiptronic      | Achtstufen-Tiptronic                           | Achtstufen-Tiptronic                           |
| Lenkung, Serie                             | Vorderradlenkung          | Vorderradlenkung          | Vorderradlenkung          | Vorderradlenkung          | Vorderradlenkung          | Vorderradlenkung          | Vorderradlenkung          | Vorderradlenkung          | Vorderradlenkung                               | Vorderradlenkung                               |
| Lenkung, Option                            | Allradlenkung             | Allradlenkung             | Allradlenkung             | Allradlenkung             | Allradlenkung             | Allradlenkung             | Allradlenkung             | Allradlenkung             | Allradlenkung                                  | Allradlenkung                                  |
| Leergewicht                                | 2070 kg                   | 2165–2240 kg              | 2175–2275 kg              | 2055–2155 kg              | 2135 kg                   | 2165–2240 kg              | 2175–2275 kg              | 2175–2255 kg              | 2345–2405 kg                                   | 2395–2460 kg                                   |
| max. Zuladung                              | 770–880 kg                | 665–775 kg                | 655–740 kg                | 795–885 kg                | 770–880 kg                | 665–775 kg                | 655–740 kg                |                           | 685–795 kg                                     | 655–695 kg                                     |
| max. Anhängelast                           | 2700–3500 kg              | 3500 kg                   | 3500 kg                   | 3500 kg                   | 2700–3500 kg              | 3500 kg                   | 3500 kg                   | 3500 kg                   | 3500 kg                                        | 3500 kg                                        |
| Beschleunigung, 0–100 km/h                 | 7,1–7,3 s                 | 7,1 s                     | 7,1 s                     | 7,1 s                     | 6,3–6,5 s                 | 6,3 s                     | 6,1 s                     | 6,1 s                     | 4,8 s                                          | 4,8 s                                          |
| Höchstgeschwindigkeit                      | 216 km/h                  | 229 km/h                  | 226 km/h                  | 226 km/h                  | 234 km/h                  | 241 km/h                  | 241 km/h                  | 241 km/h                  | 250 km/h (1)                                   | 250 km/h (1)                                   |
| Kraftstoffverbrauch auf 100 km, kombiniert | 5,5–6,2 l Diesel          | 8,3–9,0 l Diesel          | 7,8–8,5 l Diesel          | 7,8–8,4 l Diesel          | 5,7–6,2 l Diesel          | 8,3–9,0 l Diesel          | 7,8–8,5 l Diesel          | 7,8–8,4 l Diesel          | 7,2–7,6 l Diesel                               | 9,1–9,8 l Diesel                               |
| CO2-Emission                               | 144–161 g/km              | 217–235 g/km              | 204–224 g/km              | 204–220 g/km              | 149–163 g/km              | 217–235 g/km              | 204–224 g/km              | 204–220 g/km              | 189–199 g/km                                   | 238–257 g/km                                   |
| Abgasnachbehandlung, PM                    | Dieselpartikelfilter      | Dieselpartikelfilter      | Dieselpartikelfilter      | Dieselpartikelfilter      | Dieselpartikelfilter      | Dieselpartikelfilter      | Dieselpartikelfilter      | Dieselpartikelfilter      | Dieselpartikelfilter                           | Dieselpartikelfilter                           |
| Abgasnachbehandlung, NOX                   | SCR-Katalysator           | SCR-Katalysator           | SCR-Katalysator           | SCR-Katalysator           | SCR-Katalysator           | SCR-Katalysator           | SCR-Katalysator           | SCR-Katalysator           | SCR-Katalysator                                | SCR-Katalysator                                |
| Abgasnorm                                  | Euro 6                    | Euro 6d-TEMP-EVAP-ISC     | Euro 6d-ISC-FCM           | Euro 6e                   | Euro 6                    | Euro 6d-TEMP-EVAP-ISC     | Euro 6d-ISC-FCM           | Euro 6e                   | Euro 6                                         | Euro 6d-TEMP-EVAP-ISC                          |